# 左旗增十九
狐狸座14，又名BD+22 3872，HD 189410、SAO 88016、HR 7641，是狐狸座的一颗恒星，视星等为5.67，位于銀經61.11，銀緯-3.41，其B1900.0坐标为赤經19h 54m 53s，赤緯+22° -3.41′ 44″。